# Чорна Холуниця (селище)
Чорна Холуни́ця (рос. Чёрная Холуница) — селище у складі Омутнінського району Кіровської області, Росія. Адміністративний центр та єдиний населений пункт Чорнохолуницького сільського поселення.

## Населення
Населення поселення становить 1015 осіб (2017; 1046 у 2015, 1243 у 2010, 1587 у 2002).

## Історія
Поселення було засноване 1766 року у зв'язку з будівництвом чавуноливарного заводу генерал-прокурором Олександром Глібовим. 1769 року він продав завод промисловцю Савві Яковлеву. 1810 року його внук Олександр Іванович добудовує завод та греблю на річці, створюється Чорнохолуницький став. На заводі тоді працювали 2 доменні печі, 6 кричних горнів та катальний стан. Метал, що вироблявся, транспортувався на сусідній Білохолуницький завод. Через кредитні проблеми 1838 року завод придбав надвірний радник Дмитро Пономарьов. 1873 року завод переходить до колезького радника Альфонса Покльовського-Козелл та надвірного радника Миколи Севастьянова, але 1874 року він повністю опиняється у власності першого. На той час завод мав 2 домни та пудлінгово-зварювальну фабрику. 1876 року тут була збудована крична фабрика та паровий кричний молот. Після смерті власника 1890 року завод спочатку переходить до трьох його синів — Вікентія, Івана та Станіслава, а з 1898 року лишається у власності середнього сина Івана. 1902 року завод був оголошений банкрутом, а 1909 року остаточно закритий. Після закриття підприємства населення почало стрімко скорочуватись, від 3309 у 1917 році до 1300 у 1925 році.
1926 року завод знову запрацював, почалась розробка родовища залізної руди на річці Гниловка. 1929 року домна була закрита, а чавун почали транспортувати до Омутнінська. У 1933-1938 роках для цього була збудована вузькоколійна залізниця між цими населеними пунктами. 1932 року будується їдальня, відкривається власне підсобне господарство, 1933 року була збудована лікарня на 35 місць. 1938 року селище отримало статус селища міського типу, був утворений селищний округ. 1941 року сюди прибув евакуйований Порховський дитячий будинок, церква була переобладнана в клуб, 1943 року була збудована електростанція, 1944 року — лазня, 1945 року — дитячий садок. 1956 року завод закривається, створюється ліспромгосп, який 1960 року став лісопунктом Омутнінського ЛПГ. 1957 року на березі Чорнохолуницького ставу був збудований піонерський табір «Зелена стрілка», 1960 року будується нове приміщення для школи, 1961 року відкривається лісотехшкола, де відбувалась підготовка спеціалістів для лісової промисловості. 1981 року зведені ясла та аптека, 1983 року у приміщення клубу відкривається краєзнавчий музей. У 1989-1990 роках вулиці селища були заасфальтовані, 1994 року ліквідовується вузькоколійна залізниця, 1997 року закривається лістехшкола. 2001 року закривається ліспромгосп, а 2006 року селище втратило міський статус.

## Відомі особистості
Буренок Віра Сергіївна (*02.04.1946, с. Чорна Хулуниця Омутнинського району) - українська, російська естрадна співачка. Почесний ветеран України. Співала у Північному російському народному хорі у м. Архангельськ. Як дружина офіцера Радянської Армії виступала в гарнізонах від Архангельська до Москви, від Мурманська до Далекого Сходу. Понад двадцять років живе і творить на Буковині, солістка військового духового оркестру Чернівецького гарнізону, Центрального палацу культури м. Чернівці. Про творчість Віри Бурекок йдеться у нарисі Галини Калинець "Її пісні звучать молодо, чарівно" (книга "Буковинці - почесні ветерани України". - Чернівці: Букрек, 2017. - С. 27-30).Нагороджена найвищзою відзнакою Організації ветеранів України "Почесний ветеран України". Юхим Гусар.